# Vedby socken
Vedby socken i Skåne ingick i Norra Åsbo härad, uppgick 1952 i Klippans köping och ingår sedan 1974 i Klippans kommun och motsvarar från 2016 Vedby distrikt.
Socknens areal var 67,28 kvadratkilometer varav 66,70 land. År 2000 fanns här 2 350 invånare.  En del av tätorten Hyllstofta samt en del av tätorten Klippan med kyrkbyn Vedby och sockenkyrkan Vedby kyrka ligger i socknen.

## Administrativ historik
Socknen har medeltida ursprung.
Vid kommunreformen 1862 övergick socknens ansvar för de kyrkliga frågorna till Vedby församling och för de borgerliga frågorna bildades Vedby landskommun. Landskommunen uppgick 1952 i Klippans köping som 1971 ombildades till Klippans kommun. Församlingen uppgick 2006 i Klippans församling.
1 januari 2016 inrättades distriktet Vedby, med samma omfattning som församlingen hade 1999/2000.
Socknen har tillhört län, fögderier, tingslag och domsagor enligt vad som beskrivs i artikeln Norra Åsbo härad. De indelta soldaterna tillhörde Norra skånska infanteriregementet, Norra Åsbo kompani. 

## Geografi
Vedby socken ligger sydost om Ängelholm kring Bäljaneån och med Rönne å i sydväst. Socknen är en odlad slättbygd i sydväst och småkuperad skogsbygd i övrigt.
I socknen ligger Vedby strövområde som ägs av O D Krooks donation. Det finns tre kortare promenadstigar och motionsslingor i området, den längsta på 2,7 km. Lärkstigen har fått sitt namn efter de planteringar som gjordes 1974 av den snabbväxande hybridlärken. 

## Fornlämningar
Från bronsåldern finns gravrösen. Från järnåldern finns två gravfält med domarringar och stensättningar.

## Namnet
Namnet skrevs 1364 Whithby och kommer från kyrkbyn. Efterleden är by, 'gård; by'. Förleden är with, 'skog'..

## Klimat
Följande medeltemperaturer är beräknade utifrån SMHI LuftWebb, och avser normalperioden 1961-90.
| Månad                | Jan. | Feb. | Mar. | Apr. | Maj  | Jun. | Jul. | Aug. | Sep. | Okt. | Nov. | Dec. | Hela året |
| -------------------- | ---- | ---- | ---- | ---- | ---- | ---- | ---- | ---- | ---- | ---- | ---- | ---- | --------- |
| Medeltemperatur (°C) | -1,3 | -1,2 | 1,4  | 5,5  | 10,9 | 14,7 | 16,0 | 15,7 | 12,3 | 8,5  | 4,0  | 0,5  | 7,3       |